# Haverstraw (village, New York)
Pour l’article homonyme, voir Haverstraw.
Haverstraw est un village du comté de Rockland, dans l'État de New York, aux États-Unis,. En 2010, il comptait une population de 11 910 habitants.

## Démographie
Lors du recensement de 2010, le village comptait une population de 11 910 habitants, tandis qu'en 2019, elle est estimée à 12 045 habitants.